# Бадуев, Анатолий Иванович
Анатолий Иванович Бадуев (бел. Анатоль Іванавіч Бадуеў; 3 мая 1952 — 15 июля 2021) — советский и белорусский тренер по лёгкой атлетике. Заслуженный тренер БССР (1979). Заслуженный тренер СССР (1989).

## Биография
Родился 3 мая 1952 года.
В 1969—1970 годах работал учителем физической подготовки Захарьевской 8-летней школы. В 1970—1974 годах учился в Белорусском государственном институте физической культуры.
В 1970—1975 годах работал тренером по легкой атлетике Червенской спортивной школы (Минская область, БССР). В 1975—1981 годах работал тренером-преподавателем по легкой атлетике Щекинской ДЮСШ (Тульская область, РСФСР).
В 1981—1986 годах работал тренером-преподавателем, старшим тренером-преподавателем Минского областного совета добровольного спортивного общества «Красное знамя». В 1986—1988 годах работал старшим тренером-преподавателем Республиканской СДЮШОР по легкой атлетике в г. Минске. В 1988—1999 годах работал тренером-преподавателем Белорусского физкультурно-спортивного клуба профсоюзов.
За годы тренерской работы подготовил около 30 спортсменов международного уровня. Наиболее известная его воспитанница — Татьяна Ледовская — олимпийская чемпионка 1988 года в эстафете 4×400 м и серебряный призёр в беге на 400 м с барьерами, чемпионка мира 1991 года и Европы 1990 года, победительница и призер Кубков мира и Европы, рекордсменка мира в эстафете 4×400м.
С 1999 по 2012 годы Бадуев являлся главным тренером национальной команды Республики Беларусь по лёгкой атлетике.
Также А. Бадуев являлся заместителем председателя Белорусской федерации легкой атлетики и начальником аналитического отдела подготовки национальных и сборных команд ГУ «Республиканский научно-практический центр спорта».
29 мая 2012 года был задержан в Минске КГБ Белоруссии предположительно по подозрению в принуждении к даче взятки за улаживание вопросов по допинг-контролю и нецелевом использовании спонсорских средств. 1 октября 2012 года освобождён из под стражи.
Скончался 15 июля 2021 года. Похоронен на Восточном кладбище Минска.

## Награды и звания
- Почетная грамота Верховного Совета БССР (1988),
- Медаль «За трудовую доблесть» (21 июня 1989) — за высокие спортивные достижения на XXIV летних Олимпийских играх[21],
- Почётное звание «Лучший тренер СССР по лёгкой атлетике» (1990, 1991),
- «Лучший тренер Европы по лёгкой атлетике» (1991),
- Орден «Знак Почёта»,
- Медаль НОК Белоруссии «За выдающиеся заслуги»,
- Орден Отечества III степени,
- Благодарность президента Республики Беларусь,
- Нагрудный знак Министерства спорта и туризма «За развитие физической культуры и спорта в Республике Беларусь»,
- «Золотой знак» Европейской ассоциации легкой атлетики (2011)[22].